# Hydrelia
Hydrelia är ett släkte av fjärilar som beskrevs av Jacob Hübner 1825. Hydrelia ingår i familjen mätare.

## Bildgalleri

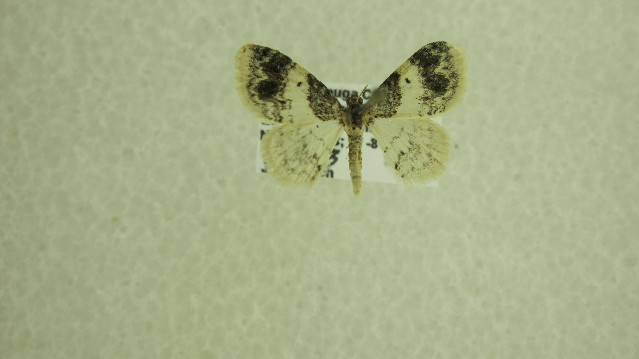
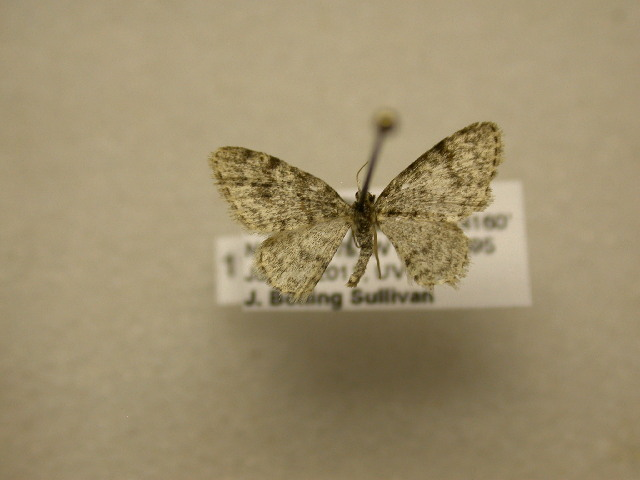

## Dottertaxa tillHydrelia, i alfabetisk ordning[1][2]
- Hydrelia adesma
- Hydrelia aggerata
- Hydrelia albifera
- Hydrelia albogilvaria
- Hydrelia argyridia
- Hydrelia arizana
- Hydrelia aurantiaca
- Hydrelia bella
- Hydrelia bicauliata
- Hydrelia bicolorata
- Hydrelia binotata
- Hydrelia brunneifasciata
- Hydrelia brunneosignata
- Hydrelia candace
- Hydrelia candidissima
- Hydrelia castaria
- Hydrelia centrata
- Hydrelia chinbiana
- Hydrelia chionata
- Hydrelia cingulata
- Hydrelia condensata
- Hydrelia confluens
- Hydrelia controversa
- Hydrelia costalis
- Hydrelia crocearia
- Hydrelia deochrata
- Hydrelia disparata
- Hydrelia enisaria
- Hydrelia exhumata
- Hydrelia fasciata
- Hydrelia ferruginaria
- Hydrelia flammeolaria
- Hydrelia flammulata
- Hydrelia flavicata
- Hydrelia flavidula
- Hydrelia flavilinea
- Hydrelia flavostrigata
- Hydrelia flexilinea
- Hydrelia fuscocastanea
- Hydrelia goodwini
- Hydrelia gracilipennis
- Hydrelia impleta
- Hydrelia impuncta
- Hydrelia inornata
- Hydrelia intermedia
- Hydrelia laetivirga
- Hydrelia latsaria
- Hydrelia leucogramma
- Hydrelia lineata
- Hydrelia lucata
- Hydrelia luteata
- Hydrelia luteosignata
- Hydrelia luteosparsata
- Hydrelia marginipunctata
- Hydrelia meruana
- Hydrelia microptera
- Hydrelia mionoseista
- Hydrelia mullata
- Hydrelia musculata
- Hydrelia nepalensis
- Hydrelia nisaria
- Hydrelia obscura
- Hydrelia ochrearia
- Hydrelia opedogramma
- Hydrelia ornata
- Hydrelia pampesia
- Hydrelia parvulata
- Hydrelia percandidata
- Hydrelia plumbipicta
- Hydrelia pulchraria
- Hydrelia quadripunctata
- Hydrelia rhodoptera
- Hydrelia risata
- Hydrelia rubaria
- Hydrelia rubricosta
- Hydrelia rubrilinea
- Hydrelia rubrivena
- Hydrelia rubropunctaria
- Hydrelia rufigrisea
- Hydrelia rufinota
- Hydrelia sachalinensis
- Hydrelia sanguiflua
- Hydrelia sanguiniplaga
- Hydrelia sericea
- Hydrelia shioyana
- Hydrelia sinuosata
- Hydrelia sjostedti
- Hydrelia subcingulata
- Hydrelia sublatsaria
- Hydrelia subobliquaria
- Hydrelia subtestacea
- Hydrelia sylvata
- Hydrelia tchratchraria
- Hydrelia tenera
- Hydrelia terraenovae
- Hydrelia testaceata
- Hydrelia triseriata
- Hydrelia ulula
- Hydrelia undularia
- Hydrelia undulosata
- Hydrelia vexata